# 萊舍沃區

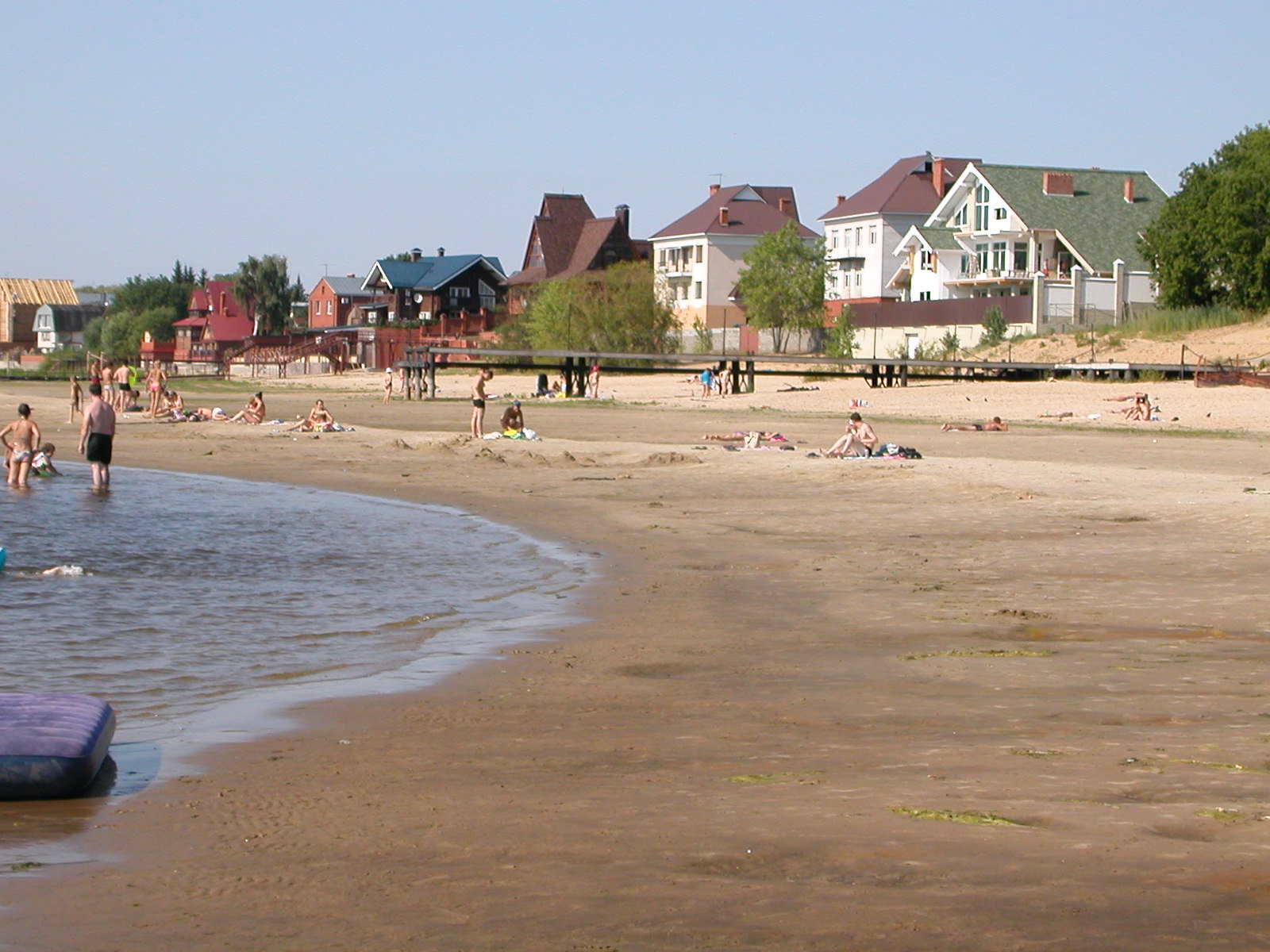

55°30′N 49°26′E / 55.500°N 49.433°E
萊舍沃區（俄语：Лаишевский район），是俄羅斯的一個區，位於該國西部，由韃靼斯坦共和國負責管轄，面積2,094.43平方公里，2010年人口36,516，人口密度每平方公里17.43人。